# Poppenhausen (Wasserkuppe)
Pour les articles homonymes, voir Poppenhausen.
Poppenhausen (Wasserkuppe) est une municipalité allemande située dans le land de la Hesse et l'arrondissement de Fulda.